# La señora McGinty ha muerto
La señora McGinty ha muerto (título original en inglés: Mrs McGinty's Dead) es una novela de ficción detectivesca de la escritora británica Agatha Christie publicada por primera vez en Estados Unidos en febrero de 1952 y un mes más tarde en el Reino Unido en marzo del mismo año.

## Argumento
El investigador Hércules Poirot ya está viejo y su mayor diversión es apreciar la buena comida. Sabiendo que ahora él tiene más tiempo disponible, el superintendente Spence, no satisfecho con el veredicto emitido en relación con el asesinato de la señora McGinty, pide a Poirot que lo ayude a encontrar nuevos indicios que puedan declarar inocente al condenado en proceso de apelación.
Poirot se hospeda en una pensión de la pequeña ciudad en donde sucedieron los hechos y comienza a investigar sobre la muerte de esta señora, que trabajaba como empleada doméstica en las casas de varias personas de la ciudad. En este periodo Ariadne Oliver, escritora de novelas policíacas (irónico autorretrato de Agatha Christie) es huésped de una de las ex patronas de la Sra. McGinty.
Casi todos están convencidos de que el condenado es el verdadero autor del crimen, pero al menos una persona está segura de su inocencia y se dispone a ayudar a Poirot a recopilar informaciones que sirvan para saber quién podría estar interesado en la muerte de la humilde mujer.
Como de costumbre, no faltan sorpresas en esta trama, que una vez más toma el título de la letra de un juego y una canción infantil inglesa, pero el ya maduro Poirot consigue nuevamente descubrir quién mató realmente a la señora McGinty.